# Mağaracık

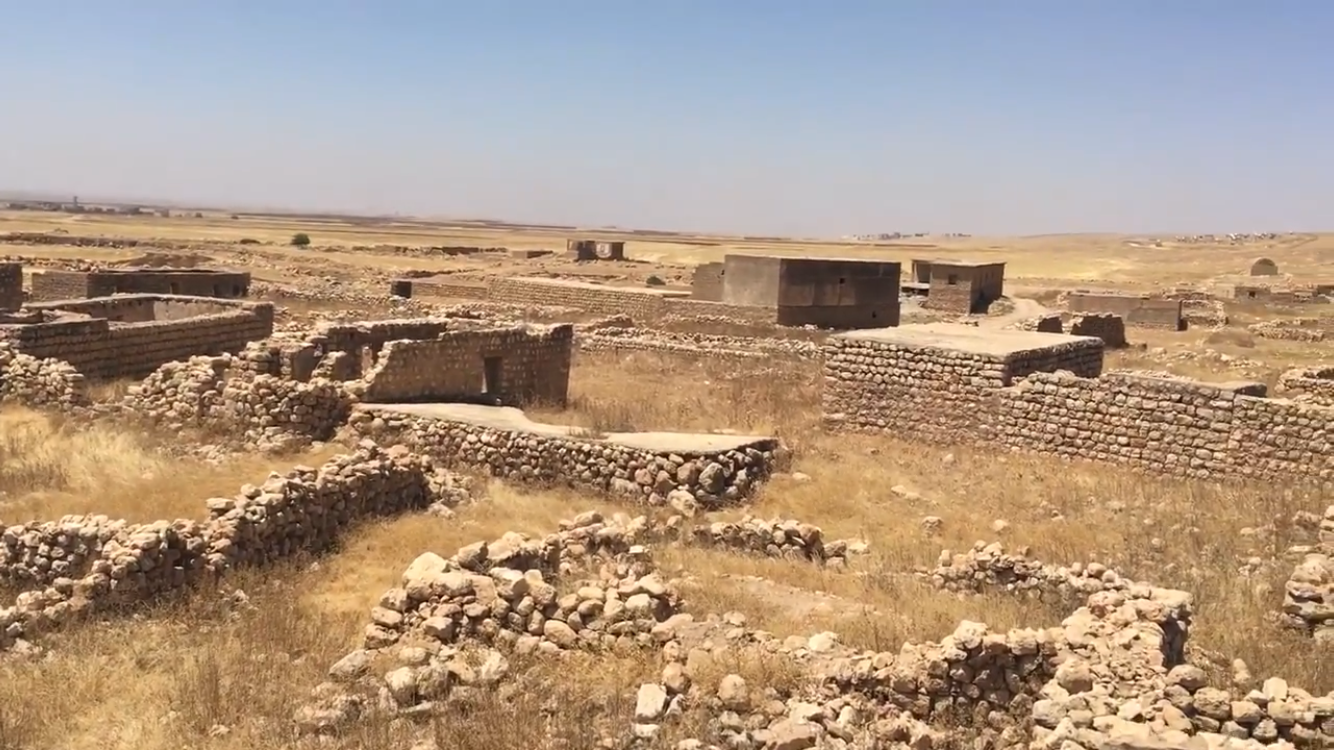
Blick auf Mağaracık (Xanik)

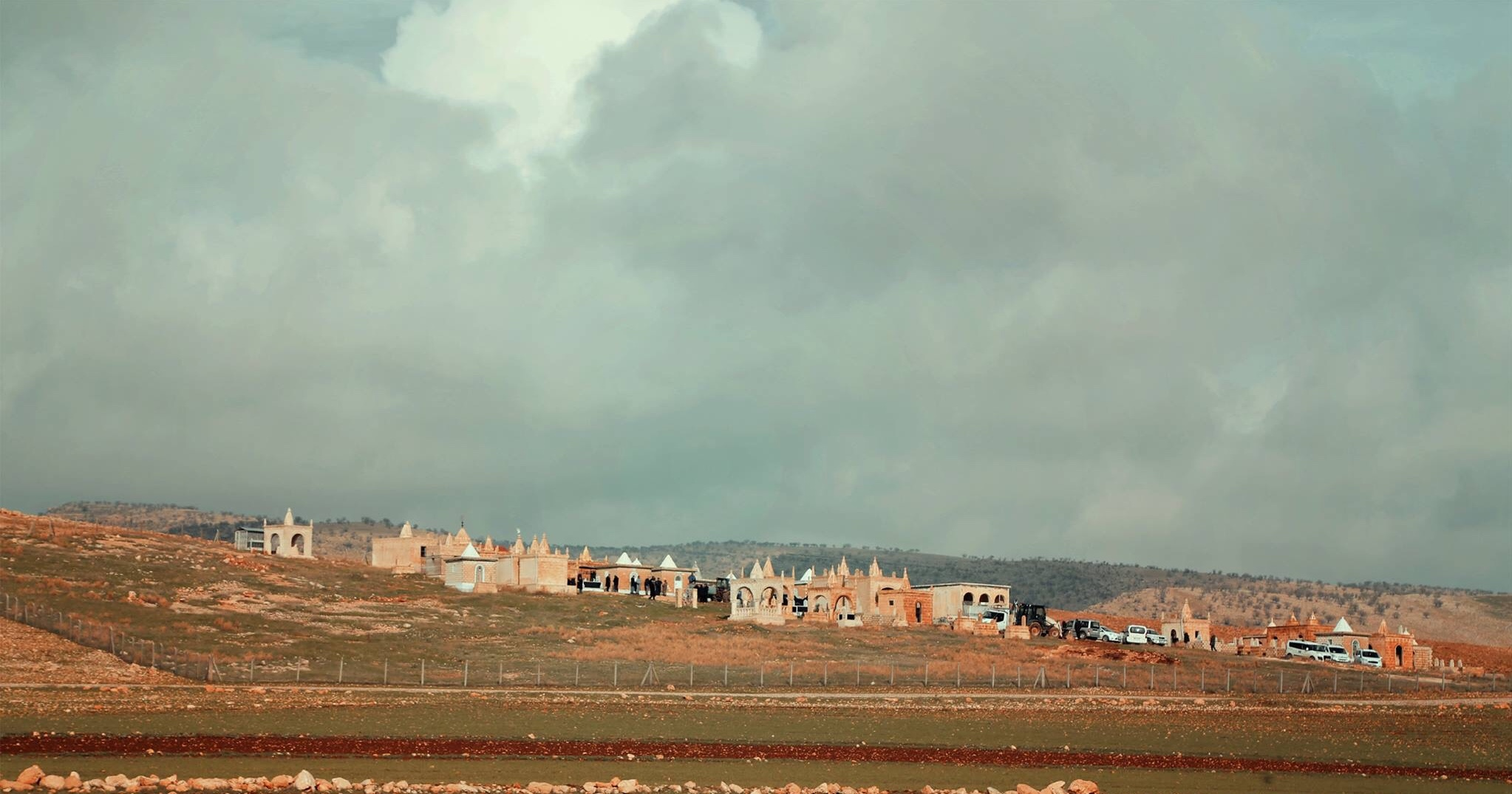
Der jesidische Friedhof Goristana Hesen Begê in der Nähe des Dorfes (ca. 1 km westlich)

Mağaracık (ursprünglicher Name Berkurk oder Berhok, auch Xanik oder Xanikê) war ein jesidischer Weiler im Südosten der Türkei. Der Weiler lag ca. 30 km östlich von Nusaybin in der Provinz Mardin. Der Ort befindet sich am Fuße des Gebirgszuges Tur Abdin in Südostanatolien. Verwaltungstechnisch gehört Mağaracık zum Bucak Girmeli. Mağaracık wurde von der Kaste der Shex gegründet und wird daher auch umgangssprachlich Xanika Shexa unter den Jesiden genannt.

## Lage
Mağaracık (Xanik) liegt ca. 3,5 km südöstlich von Güneli (Geliyê Sora) und ca. 2 km nordöstlich von Çilesiz (Mezrê). Der jesidische Friedhof Goristana Hesen Begê liegt westlich vom Ort in ca. 1 km Entfernung.